# John C. Crowell
John J. Chambers Crowell  (* 12. Mai 1917 in State College (Pennsylvania); † 13. Mai 2015 in Montecito) war ein US-amerikanischer Geologe und Hochschullehrer an der University of California, Santa Barbara (UCSB).
Crowell studierte Geologie an der University of Texas mit dem Bachelor-Abschluss 1939 und wollte Erdölgeologe bei Shell werden, als der Zweite Weltkrieg seiner Karriere eine andere Richtung gab. Er wurde als Offizier in Ozeanographie und Meteorologie eingesetzt und war an der Wettervorhersage für die Landung in der Normandie am 6. Juni 1944 beteiligt und an der Invasion von Burma und der Vorbereitung der Invasion von Japan. 1946 heiratete er, erwarb einen Master-Abschluss in ozeanographischer Meteorologie vom Scripps Institute in La Jolla und wurde 1947 an der University of California, Los Angeles (UCLA), in Geologie promoviert. Danach wurde er Professor an der UCLA. 1967 wechselte er an die UCSB, wo er mit Preston Cloud das Programm für Umweltstudien der Universität gründete. Er befasste sich mit Tektonik und gab Kurse mit weltweiten Feldstudien für Erdölgeologen.
Er befasste sich mit Tektonik, Paläoklimatologie, Sedimentologie und der Geologie Kaliforniens. Er studierte in den 1950er Jahren  Turbidite und den Ursprung unterseeischer Canyons und die Flysch-Sedimente in den Alpen und Kalifornien. Crowell untersuchte die Kinematik der San-Andreas-Verwerfung, deren Tektonik und deren Sedimentations-Geschichte. Ähnliche Prozesse studierte er in Australien, Südostasien, der Nordsee und der Karibik. Er untersuchte bei Rutschungen gebildete Sedimente wie Geröllton und deren Unterscheidung von glazialem Geschiebelehm und anschließend ab den 1960er Jahren weltweit eiszeitliche Sedimentbildungen in verschiedenen geologischen Epochen.
1995 erhielt er die Penrose-Medaille. Er war Mitglied der National Academy of Sciences und der American Academy of Arts and Sciences. Er war Guggenheim Fellow und Ehrendoktor der  Universität Löwen.  2013 erhielt er den Lifetime Achievement Award der Society for Sedimentary Geology.